# Еліпсоїд

Еліпсоїд обертання

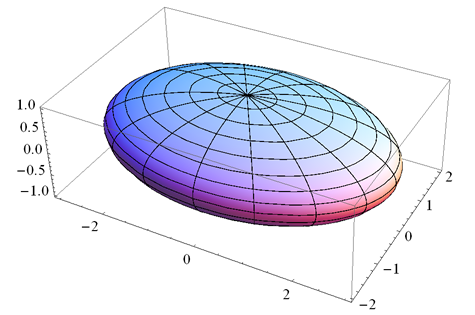
Еліпсоїд

Еліпсоїд — замкнута центральна поверхня другого порядку. 

## Загальний опис
Еліпсоїд має центр симетрії та три осі, які називаються осями еліпсоїда. Точки перетину координатних осей з еліпсоїдом називаються його вершинами. Перетини еліпсоїда площинами є еліпсами (зокрема, завжди можна вказати кругові перетини еліпсоїда). В декартовій системі координат рівняння еліпсоїда має вигляд:
{\displaystyle {\frac {x^{2}}{a^{2}}}+{\frac {y^{2}}{b^{2}}}+{\frac {z^{2}}{c^{2}}}=1.}
де a, b, c — додатні дійсні числа, що називаються півосями еліпсоїда. Оскільки сума трьох додатних доданків лівої частини рівняння дорівнює одиниці, то кожен з них (при дійсних значеннях координат) не може перевищувати одиниці:
{\displaystyle {\frac {x^{2}}{a^{2}}}\leq 1,{\frac {y^{2}}{b^{2}}}\leq 1,{\frac {z^{2}}{c^{2}}}\leq 1}
Звідси випливає, що координати точок еліпсоїда задовольняють нерівність:
{\displaystyle -a\leq x\leq a,-b\leq y\leq b,-c\leq z\leq c}
Отже, еліпсоїд - скінченна поверхня, яка цілком лежить всередині паралелепіпеда, розміри якого {\displaystyle 2a,2b,2c}

## Рівняння еліпсоїда

### Декартові координати

#### Узагальнена форма
Довільно орієнтований еліпсоїд, із центром у точці v, визначається розв'язками x рівняння
{\displaystyle (\mathbf {x-v} )^{\mathrm {T} }\!A\,(\mathbf {x-v} )=1,}
де A це додатноозначена матриця і x, v це вектори.
Власні вектори A визначають головні осі еліпсоїда, а власні значення A це обернені квадрати півосей: {\displaystyle a^{-2}}, {\displaystyle b^{-2}} і {\displaystyle c^{-2}}. Для інтуїтивного розуміння цієї формули достатньо уявити матрицю {\displaystyle A} як {\displaystyle Q\Lambda Q^{T}}.
По суті, еліпсоїди це одиничні кулі піддані афінному перетворенню. Щоб побачити це згадаємо важливий факт щодо додатноозначеної матриці {\displaystyle A}, існує матриця {\displaystyle B} така, що {\displaystyle A=BB^{T}}. Позначимо еліпсоїд як {\displaystyle E(a,A)}. Розглянемо бієктивне афінне перетворення {\displaystyle T:x\to y=B^{T}(x-a)}. Воно відображає еліпсоїд в одиничну кулю: {\displaystyle E(a,A)\to {y:y^{T}y\leq 1}=E(0,I)}.

### Сферичні координати
У сферичній системі координат будь-яку точку едіпсоїда можна подати як
{\displaystyle {\begin{aligned}x&=a\sin \theta \cos \varphi \\y&=b\sin \theta \sin \varphi \\z&=c\cos \theta \end{aligned}}\qquad (0\leqslant \varphi <2\pi ,\ 0\leqslant \theta \leqslant \pi )\!}

### Циліндричні координати
{\displaystyle {\frac {r^{2}\cos ^{2}(\theta )}{a^{2}}}+{\frac {r^{2}\sin ^{2}(\theta )}{b^{2}}}+{\frac {z^{2}}{c^{2}}}=1.}

## Формули
| Об'єм | {\displaystyle V\,=\,{\frac {4}{3}}\pi abc} |